# José Torvay
José Torvay (né le 28 janvier 1909 à Durango et mort en 1973 au Mexique) est un acteur américain.

## Filmographie

### Acteur
- 1933 : El prisionero 13
- 1938 : México lindo
- 1938 : Mientras México duerme
- 1939 : El muerto murió
- 1939 : Cada loco con su tema
- 1941 : La gallina clueca
- 1941 : El gendarme desconocido
- 1941 : Cinco minutos de amor
- 1942 : El barbero prodigioso
- 1942 : La venganza del charro negro
- 1942 : Allá en el bajío
- 1942 : Amanecer ranchero
- 1942 : Carnaval en trópico
- 1943 : ¡Qué lindo es Michoacán!
- 1944 : La mujer sin alma
- 1944 : Toros, amor y gloria
- 1944 : La monja alférez
- 1944 : Las calaveras del terror
- 1944 : La Guerra de los pasteles
- 1944 : La trepadora
- 1945 : Hasta que perdió Jalisco
- 1946 : La reina del trópico
- 1946 : Guadalajara pues
- 1946 : La mujer que engañamos
- 1946 : Se acabaron las mujeres
- 1947 : Sucedió en Jalisco
- 1947 : Fantasía ranchera
- 1947 : Ángel o demonio
- 1948 : Cortesana
- 1948 : El muchacho alegre
- 1948 : Músico poeta y loco
- 1948 : El casado casa quiere
- 1948 : Algo flota sobre el agua
- 1948 : El gallero
- 1948 : Flor de caña
- 1948 : Rosenda
- 1948 : Que Dios me perdone
- 1948 : Una aventura en la noche
- 1948 : Los que volvieron
- 1948 : Bajo el cielo de sonor
- 1948 : Maclovia
- 1949 : Pobres…pero sinvergüenzas
- 1949 : Las tandas del principal
- 1949 : Las puertas del presidio
- 1949 : Comisario en turno
- 1949 : Cuando los padres se quedan solos
- 1949 : La mujer que yo perdí
- 1949 : Yo mate a Juan charrasqueado
- 1949 : El charro y la dama
- 1949 : El diablo no es tan diablo
- 1949 : Eterna agonía
- 1949 : El charro negro en el norte
- 1949 : Ángeles de abarral
- 1949 : El abandonado
- 1949 : El charro de cristo
- 1950 : Te besare en la boca
- 1950 : La edad peligrosa
- 1950 : Yo también soy de Jalisco
- 1950 : Primero soy mexicano
- 1950 : Poison blanc (Borderline) de William A. Seiter
- 1950 : Doña diabla
- 1950 : El amor no es negocio
- 1950 : Pecado de ser pobre
- 1951 : Manos de seda
- 1951 : El señor gobernador
- 1951 : Dicen que soy comunista
- 1951 : Fierecilla
- 1951 : El Suavecito
- 1951 : El Cristo de mi Cabecer
- 1951 : Los hijos de la calle
- 1951 : El tigre enmascarado
- 1951 : Especialista en señoras
- 1952 : Póker de ases
- 1952 : Por ellas aunque mal paguen
- 1952 : Los hijos de nadie (dos caminos)
- 1952 : La niña popoff
- 1952 : Mujeres sacrificadas
- 1952 : El luchador fenómeno
- 1952 : La justicia del lobo
- 1952 : El rebozo de soledad
- 1952 : Traigo mis 45
- 1953 : Amor de locura
- 1953 : Gitana tenías que ser
- 1953 : Había una vez un marido
- 1953 : La isla de las mujeres
- 1953 : Ni pobres ni ricos
- 1953 : Nunca es tarde para amar
- 1953 : Piel canela
- 1953 : Cuarto de hotel
- 1953 : Yo soy gallo donde quiera
- 1953 : Las infieles
- 1954 : Maldita ciudad (un drama cómico)
- 1954 : Sandunga para tres
- 1954 : El águila negra en el tesoro de la muerte
- 1954 : El enmascarado de plata
- 1954 : As negro
- 1954 : Reventa de esclavas
- 1954 : La ilusión viaja en tranvía
- 1954 : El vizconde de Montecristo
- 1954 : Un minuto de bondad
- 1954 : Cucho el roto
- 1954 : Nuevo amanecer
- 1954 : Sindicato de telemirones
- 1954 : Cain y Abel
- 1954 : Cuidado con el amor
- 1955 : El gavilán vengador
- 1955 : La barranca de la muerte
- 1955 : El rayo justiciero
- 1955 : Pueblo quieto
- 1955 : El diablo a caballo
- 1955 : El pecado de ser mujer
- 1955 : Secreto profesional
- 1955 : Espaldas mojadas
- 1955 : El rio y muerte
- 1955 : Pobre huerfanita
- 1955 : Fugitivos : Pueblo de proscritos
- 1955 : Camino de Guanajuato
- 1955 : La sombra de Cruz Diablo
- 1955 : Ensayo de un crimen
- 1955 : La vida no vale nada
- 1955 : Limosna de amores
- 1956 : Una movida chueca
- 1956 : El camino de la vida
- 1956 : Llamas contra el viento
- 1956 : Los margaritos
- 1956 : Casa de perdición
- 1957 : Las manzanas de Dorotea
- 1957 : Esposa te doy
- 1957 : Ladrón de cadáveres
- 1957 : Los televisionundos
- 1957 : Almas de acero
- 1957 : Grítenme piedras del campo
- 1957 : El caudillo
- 1957 : Pies de gato
- 1957 : Camino del mal
- 1957 : El organillero
- 1957 : Los tres bohemios
- 1957 : Almas de acero
- 1958 : Échame al gato
- 1958 : Pepito y los roba chicos
- 1958 : Guitarras de medianoche
- 1958 : El águila negra en la ley de los fuertes
- 1958 : Mujer en condómino
- 1958 : Cuando ¡Viva Villa! es la muerte
- 1959 : Tres lecciones de amor
- 1959 : Flor de mayo de Roberto Gavaldón
- 1959 : Los diablos del terror
- 1959 : El zarco
- 1959 : Yo... el aventurero
- 1959 : Los santos reyes
- 1959 : Mis padres se divorcian
- 1959 : Dos fantasmas y una muchacha
- 1959 : La cucaracha
- 1960 : El ultimo mexicano
- 1960 : Herencia trágica
- 1960 : Dos tipos con suerte
- 1960 : Tres angelitos negros
- 1960 : El renegado blanco
- 1960 : Una estrella y dos estrellados
- 1960 : Juan Polainas
- 1960 : Calibre 44
- 1960 : Los pistolocos
- 1960 : Bala de Plata en el pueblo maldito
- 1960 : Luciano Romero
- 1961 : El fistol del diablo
- 1961 : Viva Chihuahua
- 1961 :  Ay Chabela...!
- 1961 : Locura de terror
- 1961 : En cada feria un amor
- 1962 : Asesinos en la lucha libre
- 1962 : Vuelven los cinco halcones
- 1962 : El asalta caminos
- 1962 : Ruletero a toda marcha
- 1963 : El norteño
- 1964 : Lupe Balazos
- 1964 : Las hijas del zorro
- 1964 : El revolver sangriento
- 1964 : Neutron el criminal sádico
- 1966 : Los endemoniados del ring
- 1968 : Los amores de Juan Charrasqueado
- 1969 : El ojo de vidrio
- 1971 : La venganza de Gabino Barrera